# EPrix Paříže 2019
ePrix Paříže 2019 (formálně nazývána 2019 ABB FIA Formula E Paris ePrix) se konala dne 27. dubna 2019 a byla osmým závodem  sezóny 2018/19 šampionátu Formule E. Zároveň byla tato ePrix čtvrtou ePrix Paříže v historii. Závody se jely na okruhu Circuit des Invalides okolo komplexu Les Invalides v Paříži, hlavním městě Francie.
Závod na 32 kol (první deštivý závod v historii Formule E) vyhrál Robin Frijns z týmu Virgin-Audi. Na druhém místě dojel André Lotterer z týmu Techeetah-DS a na třetím Daniel Abt z týmu Audi. Z pole position startoval Oliver Rowland, který závod dokončil na dvanáctém místě. Nejrychlejší kolo závodu zajel Tom Dillmann, ale protože do cíle nedojel, bod za nejrychlejší kolo byl připsán Frijnsovi, který byl nejrychlejší z Top 10 jezdců v cíli.

## Výsledky

### Kvalifikace
| Pořadí | No. | Jezdec                 | Tým           | Čas      | Ztráta | Start. pozice |
| ------ | --- | ---------------------- | ------------- | -------- | ------ | ------------- |
| 1      | 94  | Pascal Wehrlein        | Mahindra      | 1:00.383 | –      | 22            |
| 2      | 22  | Oliver Rowland         | e.Dams-Nissan | 1:00.535 | +0.152 | 1             |
| 3      | 23  | Sébastien Buemi        | e.Dams-Nissan | 1:00.768 | +0.385 | 2             |
| 4      | 4   | Robin Frijns           | Virgin-Audi   | 1:00.793 | +0.410 | 3             |
| 5      | 19  | Felipe Massa           | Venturi       | 1:01.217 | +0.834 | 4             |
| 6      | 64  | Jérôme d'Ambrosio      | Mahindra      | 1:01.307 | +0.924 | 21            |
| 7      | 6   | Maximilian Günther     | Dragon-Penske | 1:00.719 | –      | 5             |
| 8      | 36  | André Lotterer         | Techeetah-DS  | 1:00.738 | +0.019 | 6             |
| 9      | 66  | Daniel Abt             | Audi          | 1:00.739 | +0.020 | 7             |
| 10     | 11  | Lucas Di Grassi        | Audi          | 1:00.761 | +0.042 | 8             |
| 11     | 8   | Tom Dillmann           | NIO           | 1:00.784 | +0.065 | 9             |
| 12     | 48  | Edoardo Mortara        | Venturi       | 1:00.801 | +0.082 | 10            |
| 13     | 16  | Oliver Turvey          | NIO           | 1:00.876 | +0.157 | 11            |
| 14     | 25  | Jean-Éric Vergne       | Techeetah-DS  | 1:00.886 | +0.167 | 12            |
| 15     | 2   | Sam Bird               | Virgin-Audi   | 1:00.928 | +0.209 | 13            |
| 16     | 28  | António Félix da Costa | Andretti-BMW  | 1:00.952 | +0.233 | 14            |
| 17     | 3   | Alex Lynn              | Jaguar        | 1:01.012 | +0.293 | 15            |
| 18     | 27  | Alexander Sims         | Andretti-BMW  | 1:01.037 | +0.318 | 16            |
| 19     | 17  | Gary Paffett           | HWA-Venturi   | 1:01.135 | +0.416 | 17            |
| 20     | 20  | Mitch Evans            | Jaguar        | 1:01.243 | +0.524 | 18            |
| 21     | 5   | Stoffel Vandoorne      | HWA-Venturi   | 1:01.471 | +0.752 | 19            |
| 22     | 7   | José María López       | Dragon-Penske | 1:07.494 | +6.775 | 20            |
| Zdroj: |     |                        |               |          |        |               |

Poznámky
1. ↑  Čas Pascala Wehrleina byl zneplatněn pro porušení pravidel o tlaku v pneumatikách.
2. ↑  Čas Jérôma d'Ambrosio byl zneplatněn pro porušení pravidel o tlaku v pneumatikách.

### Závod
| Pořadí | No. | Jezdec                 | Tým           | Kol | Čas/Nedokončil | Start. pozice | Body |
| ------ | --- | ---------------------- | ------------- | --- | -------------- | ------------- | ---- |
| 1      | 4   | Robin Frijns           | Virgin-Audi   | 32  | 47:50.510      | 3             | 26   |
| 2      | 36  | André Lotterer         | Techeetah-DS  | 32  | +1.373         | 6             | 18   |
| 3      | 66  | Daniel Abt             | Audi          | 32  | +3.175         | 7             | 15   |
| 4      | 11  | Lucas Di Grassi        | Audi          | 32  | +3.666         | 8             | 12   |
| 5      | 6   | Maximilian Günther     | Dragon-Penske | 32  | +5.456         | 5             | 10   |
| 6      | 25  | Jean-Éric Vergne       | Techeetah-DS  | 32  | +6.694         | 12            | 8    |
| 7      | 28  | António Félix da Costa | Andretti-BMW  | 32  | +7.238         | 14            | 6    |
| 8      | 17  | Gary Paffett           | HWA-Venturi   | 32  | +7.901         | 17            | 4    |
| 9      | 19  | Felipe Massa           | Venturi       | 32  | +10.522        | 4             | 2    |
| 10     | 94  | Pascal Wehrlein        | Mahindra      | 32  | +10.998        | 22            | 1    |
| 11     | 2   | Sam Bird               | Virgin-Audi   | 32  | +11.488        | 13            |      |
| 12     | 22  | Oliver Rowland         | e.Dams-Nissan | 32  | +19.451        | 1             | 3    |
| 13     | 7   | José María López       | Dragon-Penske | 32  | +24.023        | 20            |      |
| 14     | 16  | Oliver Turvey          | NIO           | 32  | +1:22.226      | 11            |      |
| 15     | 23  | Sébastien Buemi        | e.Dams-Nissan | 31  | +1 kolo        | 2             |      |
| 16     | 20  | Mitch Evans            | Jaguar        | 31  | +1 kolo        | 18            |      |
| 17     | 64  | Jérôme d'Ambrosio      | Mahindra      | 29  | +3 kola        | 21            |      |
| Ret    | 3   | Alex Lynn              | Jaguar        | 23  | Kolize         | 15            |      |
| Ret    | 48  | Edoardo Mortara        | Venturi       | 23  | Kolize         | 10            |      |
| Ret    | 27  | Alexander Sims         | Andretti-BMW  | 18  | Kolize         | 16            |      |
| Ret    | 5   | Stoffel Vandoorne      | HWA-Venturi   | 18  | Zavěšení kol   | 19            |      |
| Ret    | 8   | Tom Dillmann           | NIO           | 17  | Nehoda         | 9             |      |
| Zdroj: |     |                        |               |     |                |               |      |

Poznámky
1. ↑  Jeden bod za nejrychlejší kolo závodu.
2. ↑  Tři body za pole position.
3. ↑  Jérôme d'Ambrosio obdržel trest přičtení 5 sekund k výslednému času za nesprávné použití "módu pro útočení."

## Pořadí po závodě
Zdroj: 

### Pořadí jezdců
| +/– | Poř | Jezdec                 | Body |
| --- | --- | ---------------------- | ---- |
| 5   | 1   | Robin Frijns           | 81   |
| 1   | 2   | André Lotterer         | 80   |
| 1   | 3   | António Félix da Costa | 70   |
| 1   | 4   | Lucas di Grassi        | 70   |
| 4   | 5   | Jérôme d'Ambrosio      | 65   |

### Pořadí týmů
| +/– | Poř | Tým                       | Body |
| --- | --- | ------------------------- | ---- |
|     | 1   | DS Techeetah              | 142  |
|     | 2   | Virgin-Audi               | 135  |
| 1   | 3   | Audi Sport ABT Schaeffler | 129  |
| 1   | 4   | Mahindra                  | 103  |
|     | 5   | BMW i Andretti Motorsport | 88   |